# شورتس
شورتس (به آلمانی: Schwerz) یک منطقهٔ مسکونی در آلمان است که در لندزبرگ، زاکسن-آنهالت واقع شده‌است. شورتس ۵۴۱ نفر جمعیت دارد.